# 一粒万倍日
一粒万倍日（いちりゅうまんばいび、いちりゅうまんばいにち）は、選日の1つ。
選日は元々古代中国より伝わった物であるが、一粒万倍日は選日の本家である中国の「萬年曆（または萬年農民暦）」や『通書』には存在せず、非常に信憑性の低い選日である。

## 内容
選日は古代中国から続く占術である「萬年曆（または萬年農民暦）」が基になっており、天赦日や受死日等、農民暦と重なる内容が多い。
「一粒万倍」とは一粒の籾が万倍にも実る稲穂になるという意味であり、日本では吉日とされているが、一粒万倍日を構成する日取りには矛盾が多く生じ、卯節と酉日（冲の関係）の凶関係の組み合わせになっていたり、日本の宣明暦時代には記載されていたが、それ以前の記録が存在せず、根拠が欠如している。
一粒万倍日は日本の宣明暦時代には記載されていたが、地方暦によっては記載されていない物もあった。貞享暦以降は暦注から外されたが、新暦が普及してから民間暦に掲載されるようになった。

## 日取り
一粒万倍日の日取りは節切りで、次の通りである。
| 寅節 | 丑日・午日 |
| 卯節 | 寅日・酉日 |
| 辰節 | 子日・卯日 |
| 巳節 | 卯日・辰日 |
| 午節 | 巳日・午日 |
| 未節 | 午日・酉日 |
| 申節 | 子日・未日 |
| 酉節 | 卯日・申日 |
| 戌節 | 午日・酉日 |
| 亥節 | 酉日・戌日 |
| 子節 | 子日・亥日 |
| 丑節 | 子日・卯日 |